# جام قهرمانان ای۳ ۲۰۰۵
جام قهرمانان ای۳ ۲۰۰۵ سومین دوره جام قهرمانان ای۳ بود که از ۱۳ تا ۱۹ فوریه ۲۰۰۵ در سوگویپو، کره جنوبی برگزار شد.

## شرکت کنندگان
- سوون سامسونگ بلووینگز – قهرمان کی‌لیگ ۲۰۰۴
- پوهانگ استیلرز – نایب قهرمان کی‌لیگ ۲۰۰۴
- شنژن ژیانلیبائو – قهرمان سوپر لیگ چی ن۲۰۰۴
- یوکوهاما اف مارینوس – قهرمان جی‌لیگ ۲۰۰۴

## جدول رده بندی
| تیم                       | بازی | برد | مساوی | باخت | گل زده | گل خورده | گل تفاضل | امتیاز |
| ------------------------- | ---- | --- | ----- | ---- | ------ | -------- | -------- | ------ |
| سوون سامسونگ بلووینگز (C) | ۳    | ۲   | ۱     | ۰    | ۸      | ۴        | ۴+       | ۷      |
| پوهانگ استیلرز            | ۳    | ۱   | ۲     | ۰    | ۵      | ۳        | ۲+       | ۵      |
| یوکوهاما اف مارینوس       | ۳    | ۱   | ۱     | ۱    | ۴      | ۴        | ۰        | ۴      |
| شنژن ژیانلیبائو           | ۳    | ۰   | ۰     | ۳    | ۱      | ۷        | ۶−       | ۰      |

### نتایج مسابقات
تمامی زمان‌ها به زمان استاندارد کره، یوتی‌سی ۹:۰۰+ هستند.
| پوهانگ استیلرز | ۱ – ۱ | یوکوهاما اف مارینوس |
| -------------- | ----- | ------------------- |
| سانتوس ۶۴'     |       | شیمیزو ۳'           |

| شنژن ژیانلیبائو | ۱ – ۳ | سوون سامسونگ بلووینگز            |
| --------------- | ----- | -------------------------------- |
| یانگ چن ۶'      |       | نادسون ۳'، ۲۶' · کیم دائه-اوی ۵' |

| یوکوهاما اف مارینوس      | ۲ – ۰ | شنژن ژیانلیبائو |
| ------------------------ | ----- | --------------- |
| ئنو ۴۶' · کومابایاشی ۶۳' |       |                 |

| سوون سامسونگ بلووینگز | ۲ – ۲ | پوهانگ استیلرز                    |
| --------------------- | ----- | --------------------------------- |
| نادسون ۲۷'، ۳۰'       |       | مون مین-کوی ۸۱' · بک یانگ-چول ۸۹' |

| سوون سامسونگ بلووینگز               | ۳ – ۱ | یوکوهاما اف مارینوس |
| ----------------------------------- | ----- | ------------------- |
| نادسون ۱۶'، ۸۵' · کیم دونگ-هیون ۵۱' |       | اوشیما ۲۰'          |

| پوهانگ استیلرز                | ۲ – ۰ | شنژن ژیانلیبائو |
| ----------------------------- | ----- | --------------- |
| دا سیلوا ۹' · بک یانگ-چول ۸۸' |       |                 |

## جوایز

### قهرمان
| قهرمان جام قهرمانان ای۳ ۲۰۰۵      |
| --------------------------------- |
| سوون سامسونگ بلووینگز اولین عنوان |

### جوایز فردی
| گلزن برتر              | بهترین بازیکن          |
| ---------------------- | ---------------------- |
| نادسون (سوون بلووینگز) | نادسون (سوون بلووینگز) |

## گلزنان
| رتبه | بازیکن           | تیم                   | گل |
| ---- | ---------------- | --------------------- | -- |
| ۱    | نادسون           | سوون سامسونگ بلووینگز | ۶  |
| ۲    | بک یانگ-چول      | پوهانگ استیلرز        | ۲  |
| ۳    | دا سیلوا         | پوهانگ استیلرز        | ۱  |
| ۳    | مون مین-کوی      | پوهانگ استیلرز        | ۱  |
| ۳    | سانتوس           | پوهانگ استیلرز        | ۱  |
| ۳    | یانگ چن          | شنژن ژیانلیبائو       | ۱  |
| ۳    | کیم دائه-اوی     | سوون سامسونگ بلووینگز | ۱  |
| ۳    | کیم دونگ-هیون    | سوون سامسونگ بلووینگز | ۱  |
| ۳    | شینگو کومابایاشی | یوکوهاما اف مارینوس   | ۱  |
| ۳    | هیدو اوشیما      | یوکوهاما اف مارینوس   | ۱  |
| ۳    | نوریهیسا شیمیزو  | یوکوهاما اف مارینوس   | ۱  |
| ۳    | یوشیهارو ئنو     | یوکوهاما اف مارینوس   | ۱  |